# NGC 4438
NGC 4438 est une galaxie lenticulaire rapprochée située dans la constellation de la Vierge. NGC 4438 a été découverte par l'astronome germano-britannique William Herschel en 1784. C'est une des deux Galaxies des Yeux. 

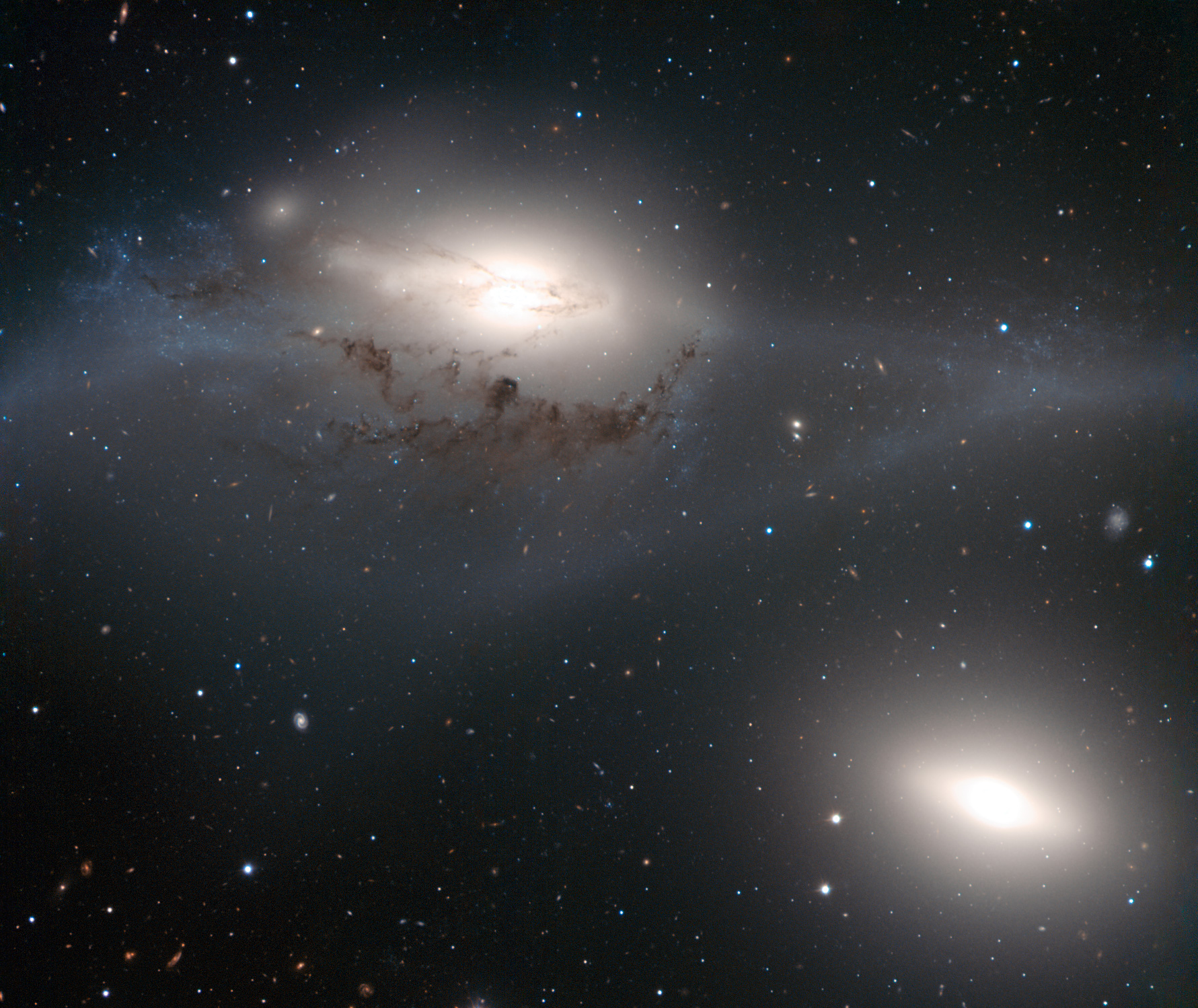
Galaxie des yeux. NGC 4438 en haut de l'image aurait une galaxie spirale fortement déformée par une collision avec NGC 4435.

## Caractéristiques
NGC 4438 présente une large raie HI et c'est une galaxie LINER, c'est-à-dire une galaxie dont le noyau présente un spectre d'émission caractérisé par de larges raies d'atomes faiblement ionisés.

### Distance
Sa vitesse par rapport au fond diffus cosmologique est de 400 ± 23 km/s, ce qui correspond à une distance de Hubble de 5,90 ± 0,54 Mpc (∼19,2 millions d'al).
Cette galaxie se dirige vers le centre de l'amas de la Vierge en direction de la Voie lactée et sa vitesse radiale de 71 km/s est trop faible pour qu'on puisse lui appliquer la loi de Hubble-Lemaître. Heureusement, 11 mesures non basées sur le décalage vers le rouge (redshift) ont été réalisées. Le résultat de ces mesures donnent une distance de 11,613 ± 3,539 Mpc (∼37,9 millions d'al).

### Morphologie
NGC 4438 a été utilisée par Gérard de Vaucouleurs comme une galaxie de type morphologique Pec dans son atlas des galaxies,.

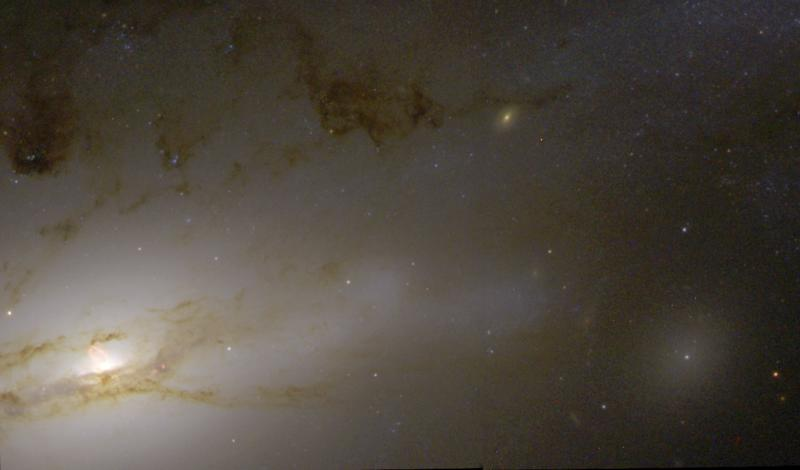
Gros plan de NGC 4438 par le télescope spatial Hubble.
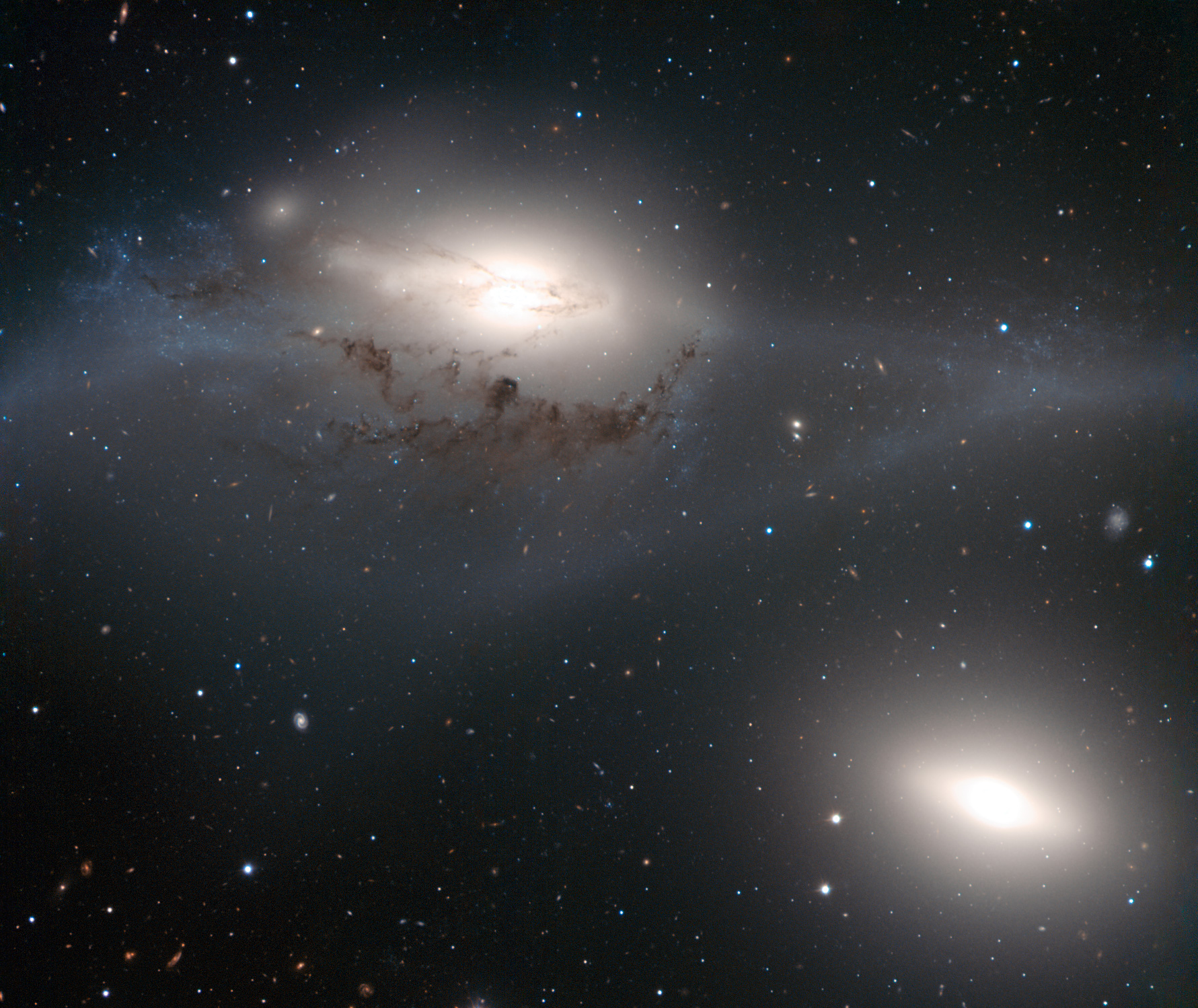
NGC 4435 et NGC 4438, les Yeux de Markarian. (télescope spatial Hubble).

## Chaîne de Markarian et galaxies environnantes
NGC 4438 est l'une des huit galaxies de la chaîne de Markarian découverte par l'astronome soviétique et arménien Benjamin Markarian. Ces galaxies sont disposées sur un arc de cercle parmi plusieurs galaxies. Markarian a découvert qu'elles étaient animées d'un mouvement commun.

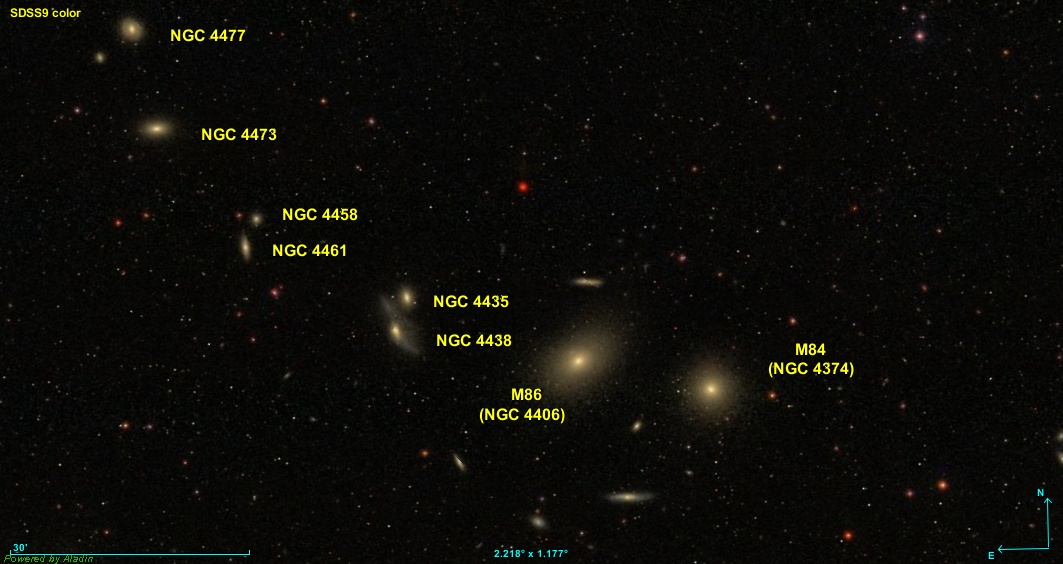
Les huit galaxies de la chaîne de Markarian.
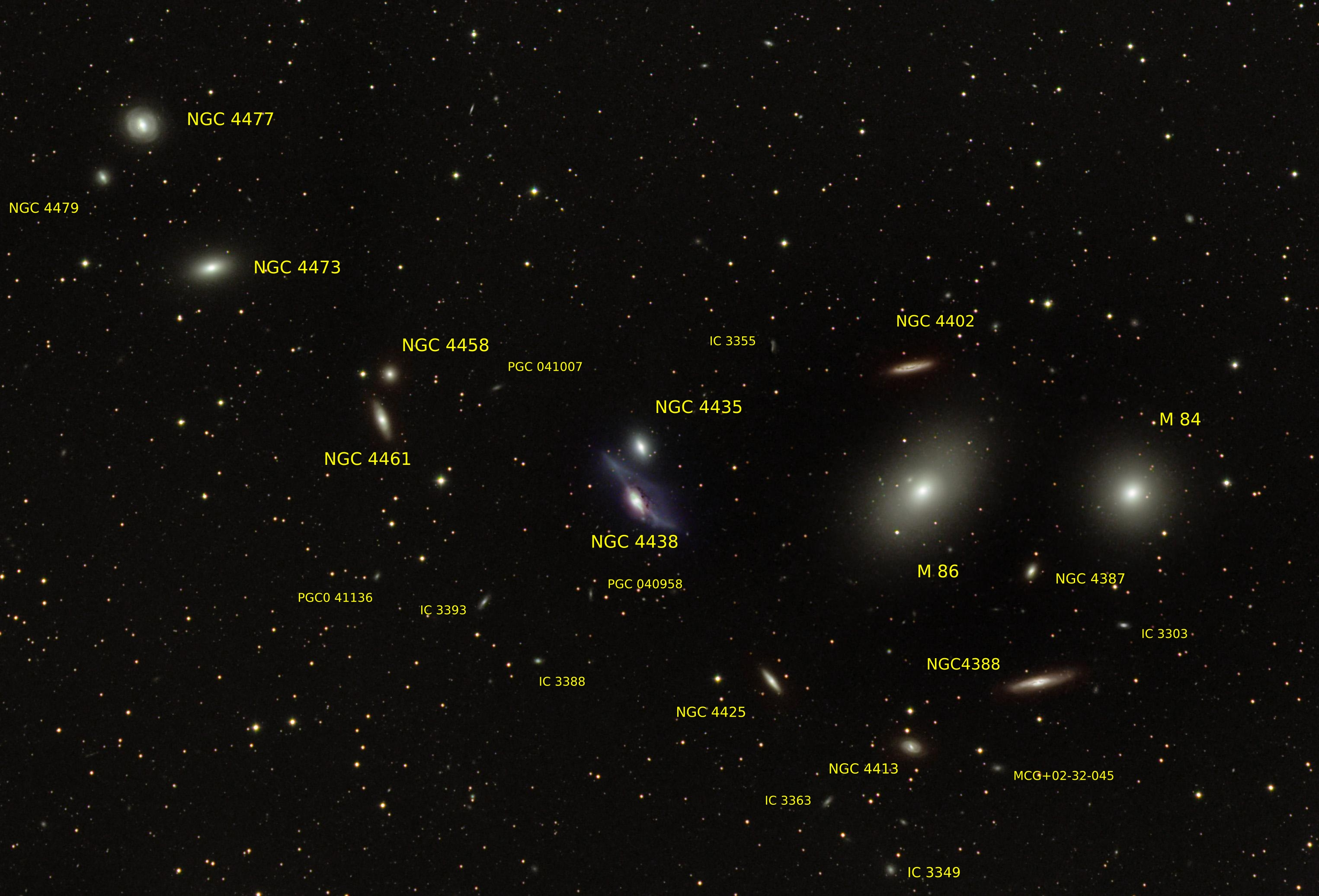
Plusieurs galaxies ne faisant pas partie de la chaîne de Markarian sont situées à proximité. Certaines de ces galaxies font partie de l'amas de la Vierge.

## Paire de galaxies en interaction
NGC 4438 et NGC 4435 sont deux galaxies en interaction gravitationnelle et elles figurent dans l'atlas des galaxies particulières de Halton Arp sous la cote Arp 120. Elles sont aussi inscrites dans l'Atlas and Catalogue of Interacting Galaxies de Boris Vorontsov-Veliaminov sous la désignation VV 188. Ces deux galaxies font partie de la Chaîne de Markarian et on leur a donné le nom des Yeux de Markarian,.

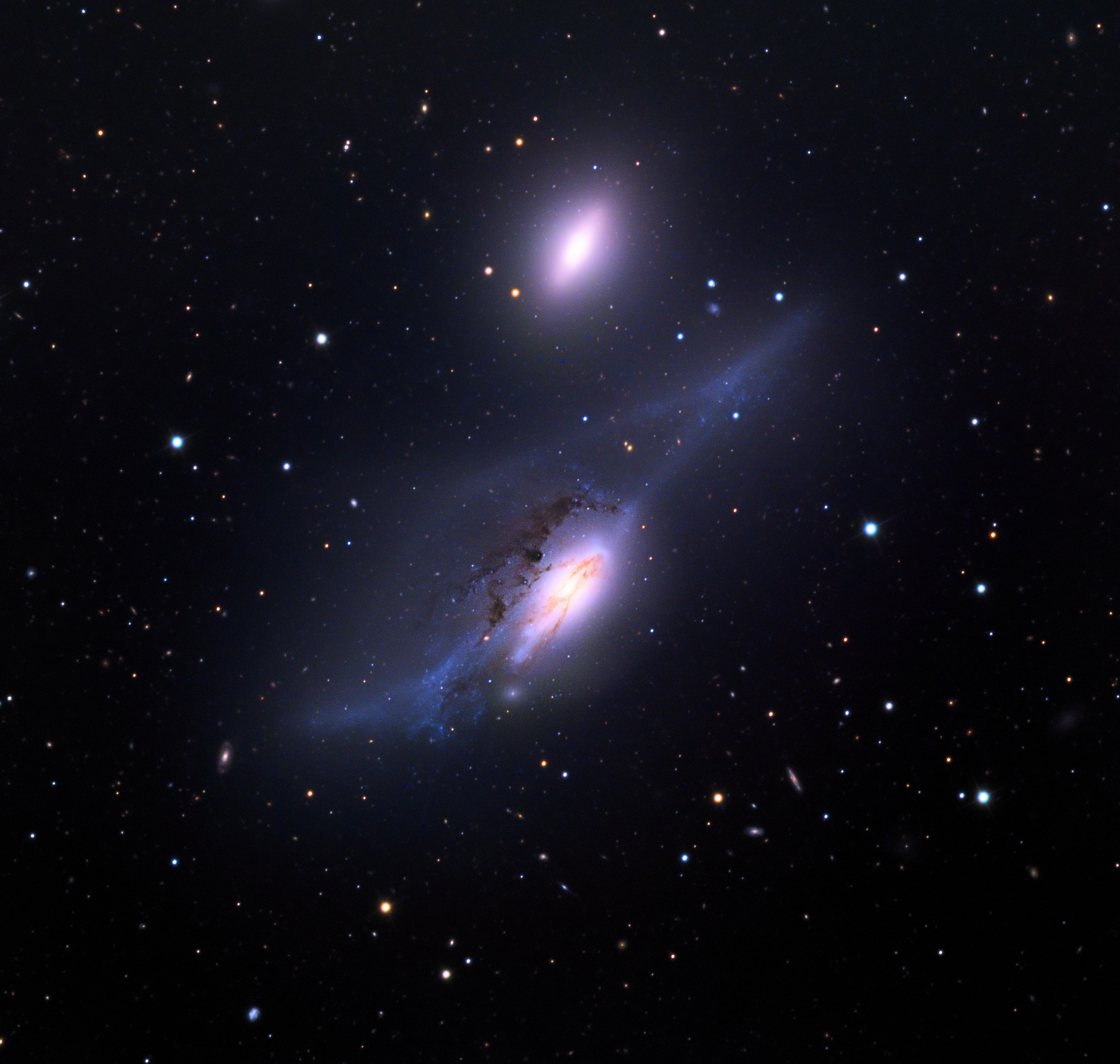
NGC 4435 et NGC 4438 par Adam Block (observatoire du mont Lemmon/université de l'Arizona).

NGC 4438 est l'une des plus étranges galaxies en interaction de l'amas de la Vierge en raison de l'incertitude entourant l'origine du mécanisme qui énergise son noyau. Il se pourrait que cette énergie provienne d'une région de sursaut de formation d'étoiles ou encore d'un trou noir supermassif actif au sein de son noyau. Les deux hypothèses sont étudiées par les astronomes.
Cette galaxie présente un disque très déformé ainsi que de longues queues de marée produites par les interactions avec d'autres galaxies de l'amas. Ces caractéristiques expliquent pourquoi certaines sources classent cette galaxie comme une spirale.
NGC 4438 montre aussi des signes d'un modeste sursaut de formation d'étoiles passé, d'une carence considérable d'hydrogène neutre ainsi qu'un déplacement de son milieu interstellaire (hydrogène atomique et moléculaire, poussière interstellaire et gaz chauds) en direction de la galaxie NGC 4435. Ces observations suggèrent à la fois une interaction gravitationnelle avec NGC 4435 et la perte de matière causée de la pression dynamique produite par son déplacement à grande vitesse dans le milieu intergalactique de l'amas de la Vierge, vitesse qui a été augmentée par la rencontre entre ces deux galaxies,.
Malgré l'existence de preuves convaincantes que les distorsions de NGC 4438 ont été causées par une collision décentrée avec NGC 4435 il y a des millions d'années, des découvertes remontant à la fin de la décennie 2000 ont montré une interaction possible entre NGC 4438 et la grande galaxie elliptique voisine M86. En effet, une image réalisée par Tomer Tal, Hugh Crowl, George Jacoby et John Feldmeier à l'aide du télescope Mayall de quatre mètres de l'observatoire de Kitt Peak du NOAO a montré l'existence de longues vrilles gazeuses d'hydrogène ionisé de 400 000 années-lumière entre NGC 4438 et M86,. Cette découverte s'ajoute à d'autres qui ont montré de gaz et de poussière à l'intérieur de M86 qui aurait pu être arrachés à NGC 4438 lors d'une ancienne rencontre entre ces deux galaxies,. Vu la grande densité de galaxies au sein de l'amas de la Vierge, il est possible que les trois galaxies NGC 4435, NGC 4438 et M86 aient connu des interactions dans le passé.

## Groupe de M86
Selon Abraham Mahtessian, NGC 4438 fait partie d'un groupe de galaxies qui compte 22 membres, le groupe de M86 (NGC 4406) (M86 est la plus brillante de ce groupe). Les autres galaxies de la liste de Mahtessian sont M98 (NGC 4192), NGC 4208 (NGC 4212 dans l'article), NGC 4216, NGC 4396, M86 (NGC 4406), NGC 4413, NGC 4419, NGC 4531, NGC 4550, NGC 4552 (M89), M90 (NGC 4569), IC 3094 (appartenance incertaine), IC 3258 et IC 3476.
La liste de Mahtessian renferme quelques erreurs. Par exemple, la galaxie NGC 4438 forme une paire avec la galaxie NGC 4435 et elle devrait logiquement appartenir au groupe de M60 décrit par Mahtessian et au groupe de M49 décrit par A.M. Garcia. Autre exemple, l'omission de la galaxie IC 3583 qui forme une paire avec M90.
De plus, la liste de Mahtessian renferme d'autres erreurs évidentes. On y retrouve par exemple la galaxie NGC 598 qui est en réalité la galaxie du Triangle (M33) et qui fait partie du Groupe local, de même que la galaxie NGC 784 qui appartient au groupe de NGC 672 et qui est au moins trois fois plus rapprochée de la Voie lactée que les autres galaxies du groupe de M86. De plus, trois des galaxies (1110+2225, 1228+1233 et 1508+3723) mentionnées dans l'article sont introuvables dans les bases de données. La notation employée par Mahtessian est un abrégé de la notation du Catalogue of Galaxies and of Clusters of Galaxies CGCG et la correspondance avec d'autres désignations ne figure malheureusement pas dans l'article. Ainsi, les galaxies 0101+1625 et 1005+1233 sont en réalité CGCG 0101.7+1625 (UGC 685) et CGCG 1005.8+1233 (Leo I ou UGC 5470). Leo I fait partie du Groupe local et UGC 685 est à environ 15 millions d'années-lumière de nous en bordure du groupe local. Ces deux galaxies n'appartiennent manifestement pas au groupe de M86.
Certaines de ces galaxies s'approchent de la Voie lactée ou leur vitesse radiale est trop faible pour que l'on puisse calculer leur distance à partir de la loi de Hubble-Lemaître. Heureusement, plusieurs mesures (sauf pour IC 3094 et NGC 4431) ont été réalisées selon des méthodes indépendantes du décalage vers le rouge. La distance moyenne des galaxies du groupe avec suffisamment de mesure non basées sur le décalage est de 14,9 Mpc.